# ボナンザブラザーズ
『ボナンザブラザーズ』（Bonanza Bros.）は、セガが開発した横スクロールアクションゲーム。日本では、1990年6月よりアーケードゲームとして稼働を開始した。システム基板は「システム24」を使用している。後にさまざまな家庭用ゲーム機やデジタルデバイスに移植された。

## 概要
シンプルでコミカルな人形のようなCG調のキャラクターデザインや、画面を上下2分割したレイアウトでステージ内を別々に行動できる2人同時プレイが特徴。プレイヤーは泥棒兄弟である主人公の二人「ROBO」と「MOBO」を操作し、「バッドタウン内の不正の証拠を見つけ出す」という設定で後述のゲームルールでクリアを目指す。なお、本作の直接の続編は製作されていないものの、後にキャラクターデザインが同系列であるパズルゲームの『タントアール』シリーズが制作リリースされた。

## ゲーム内容
ステージ冒頭に表示される「3分以内にお宝を頂戴するぜ!」の予告状どおり、3分（カウントが実際の時計より早いため、正確には3分ではない）のタイムリミット中にステージ内に配置された物品をすべて取り、屋上にスタンバイした飛行船で脱出するアクションゲーム。ゲーム画面は上下2分割されており、下側が1P、上側が2Pとなる。なお、1人プレイ時も画面の大きさは変わらず下側の画面だけを使用してゲームは進行する。プレイヤーは8方向レバーでキャラクターを操作、2ボタンでジャンプと射撃とギミックの操作を行う。
ゲーム中の敵キャラクターたちは、プレイヤーに撃たれたりドアなどにつぶされたりしても気絶するだけで、一定時間経過すると意識を回復して起き上がってくる。一方でプレイヤー側は、敵キャラクターの発射する弾などに当たったり、敵が開けたドアにつぶされると1ミスとなる。敵キャラクターは基本的に一定の区間内を警備しており、プレイヤーの存在に気がつくまではこちらに向かってくることはほとんどない。中には寝たりよそ見したりする者もいるが、画面内のオブジェクトに躓いたり他の敵に見つかってホイッスルを吹かれたりすると、こちらに向かってきたり攻撃をしてくる。その際は、敵キャラクターの警備区域外へ移動したり、背景オブジェクトの帽子や果物などを利用して隠れるなどすれば切り抜けることが可能。なお、侵入する場所は悪徳銀行やインチキカジノなどであり、盗む物も犯罪の証拠品という設定である。

## 設定

### ストーリー
ROBO（1P側・赤い服を着たノッポ）とMOBO（2P側・青い服で太っちょ）は、懸賞金は低いけれども、その筋では知らない者がいない泥棒兄弟「ボナンザブラザーズ」だった。ある時、対立する立場の組織から「悪人と犯罪だらけの町バッドタウンに忍び込み、不正の証拠やそれに関する所得を見つけ出してほしい」という依頼が来た。腕を見込まれてのことと、バッドタウンに悩まされている人たちのためと、2人は町に潜入するが、警備は厳しい所ばかりだった。2人は「仕事」を完遂することができるのか。

### ステージ構成
- ステージ1：銀行（メガドライブ版では商社）（物品4個）
- ステージ2：大富豪の邸宅（物品6個）
- ステージ3：カジノ（物品4個）
- ステージ4：造幣所（物品6個）
- ステージ5：デパート（メガドライブ版未収録）（物品4個）
- ステージ6：地下の金庫（メガドライブ版では地下の金塊）（物品4個）
- ステージ7：宝石店（物品5個）
- ステージ8：研究所（物品6個）
- ステージ9：豪華客船（物品4個）
- ステージ10：骨董屋（メガドライブ版未収録）（物品4個）
- ステージ11：美術館（物品6個）
- ステージ12：ピラミッド（物品10個）
- その他：練習ステージ、ボーナス面（メガドライブ版未収録）（ステージ2、6、10の後）

## 敵キャラクター
警備員（赤）
赤色の服を着た小柄な警備員。武装は警棒。こちらを発見すると警笛を鳴らし追跡してくる。
警備員（緑）
緑色の服を着た小柄な警備員。武装は拳銃。射撃はあまり使わず、銃で直接殴りつけてくることが多い。発見と同時に拳銃を撃ち、音を出すタイプもいる。
警備員（青）
青色の服を着た警備員。武装は拳銃。警備兵（緑）と違い射撃を多用する。
警備員（水）
水色の服を着た細身の警備員。2人組で出現することが多い。奥に隠れられる物陰がある場所に出現し、こちらを発見すると物陰に隠れるが、こちらが姿を晒すとすぐさま飛び出して射撃を行い、素早く物陰に隠れるという嫌らしい行動パターンを持つ。追跡はしないが、その場から大きく移動しない限り警戒を解かない。
機動隊（グレー）
プレイヤーの攻撃を防ぐシールドを持った大柄な警備員。シールドは手前と奥の移動中以外常に横を向けている。こちらを発見すると警笛を鳴らして執拗に追跡し、警棒で攻撃してくる。追跡範囲は広く、階層を超えて追跡してくることもある。
機動隊（白）
同じくシールドを持った警備員。こちらは武装が拳銃になっており、発見するとシールドを構えつつ射撃を行う。追跡は行わない。
番犬
一定範囲を監視している警備犬。こちらを発見すると吠えて接近し突進攻撃を行う。
職員（黄）
皿の山を持ってうろついている職員。こちらを発見すると驚いて皿の山を落とし、音を出す。
職員（赤）
　同じく皿の山を持ってうろついている職員。こちらを発見すると皿を投げつけて攻撃してくる。
大男
紫の服を着た、機動隊以上の体格を持つ大男。こちらを発見すると爆弾を3連続で投げ、接近していると格闘を仕掛けてくる。通常の敵と違い、気絶させるのに攻撃が4発必要になる。

## 移植版
| No. | タイトル                                                                  | 発売日                                           | 対応機種                                                   | 開発元                                  | 発売元                          | メディア | 型式                                                                           | 備考                                                  |
| --- | ------------------------------------------------------------------------- | ------------------------------------------------ | ---------------------------------------------------------- | --------------------------------------- | ------------------------------- | --- | ------------------------------------------------------------------------------ | ----------------------------------------------------- |
| 1   | ボナンザブラザーズ                                                        | 1991年5月17日 1991年 1991年11月                  | メガドライブ                                               | アイ・ティー・エル                      | セガ                            | 4メガビットロムカセット                                                                                                  | G-4046 1124 1124-50                                                            |                                                       |
| 2   | ボナンザブラザーズ                                                        | 1991年10月                                       | X68000                                                     | エス・ピー・エス                        | シャープ                        | 5インチ2HDフロッピーディスク2枚組                                                                                        | CZ-270AS                                                                       |                                                       |
| 3   | Bonanza Bros.                                                             | 1991年10月                                       | セガ・マスターシステム                                     | セガ                                    | セガ                            | 2メガビットロムカセット                                                                                                  | 7073                                                                           |                                                       |
| 4   | Bonanza Bros.                                                             | 1991年                                           | Amiga Atari ST ZX Spectrum                                 | Twilight Synergy Tiertex Design Studios | U.S. Gold                       | フロッピーディスク カセットテープ                                                                                        | -                                                                              |                                                       |
| 5   | ボナンザブラザーズ                                                        | 1992年7月31日                                    | PCエンジンSUPER CD-ROM²                                    | NECアベニュー                           | NECアベニュー                   | CD-ROM | NAPR-2028                                                                      |                                                       |
| 6   | Bonanza Bros.                                                             | 1992年                                           | Amstrad CPC コモドール64                                   | Twilight Synergy Tiertex Design Studios | U.S. Gold                       | フロッピーディスク ロムカセット                                                                                          | -                                                                              |                                                       |
| 7   | ボナンザブラザーズ                                                        | 2002年11月1日                                    | J-スカイ （Javaアプリ）                                    | セガ                                    | セガ                            | ダウンロード (SEGA AGES)                                                                                                 | -                                                                              | 1人プレイ専用                                         |
| 8   | セガエイジス2500シリーズ Vol.6 イチニのタントアールとボナンザブラザーズ。 | 2004年4月15日                                    | PlayStation 2                                              | セガ                                    | スリーディー・エイジス          | CD-ROM | SLPM-62433                                                                     |                                                       |
| 9   | セガエイジス2500シリーズ Vol.6 イチニのタントアールとボナンザブラザーズ。 | 2005年6月27日                                    | PlayStation 2                                              | セガ                                    | セガ                            | CD-ROM | SLPM-62671                                                                     | 発売元をセガに変更した再発版                          |
| 10  | ソニック ジェムズ コレクション                                            | 2005年8月11日 2005年8月16日 2005年10月7日        | ゲームキューブ PlayStation 2                               | ソニックチーム                          | セガ                            | GC：8センチ光ディスク PS2：DVD-ROM                                                                                       | PS2： SLPM-66074 SLES-53350 GC： DOL-P-G2XJ DOL-P-G2XE DOL-P-G2XP              | メガドライブ版の移植                                  |
| 11  | ボナンザブラザーズ                                                        | 2007年1月29日 2007年1月30日 2007年2月2日         | Wii (バーチャルコンソール)                                 | セガ                                    | セガ                            | ダウンロード | MALJ MALE MALP                                                                 | メガドライブ版の移植 2019年1月31日 配信・販売終了     |
| 12  | ボナンザブラザーズ                                                        | 2007年7月10日                                    | WX310SA、WX310J、WX321J WX320K、W-ZERO3[es] （ウィルコム） | セガS                                   | セガ                            | ダウンロード (SEGA AGES)                                                                                                 | -                                                                              | 1人プレイ専用                                         |
| 13  | ボナンザブラザーズ                                                        | 2010年9月13日                                    | Windows                                                    | セガ                                    | セガ                            | ダウンロード (Steam) | 34284                                                                          | メガドライブ版の移植                                  |
| 14  | セガエイジス2500シリーズ Vol.6 イチニのタントアールとボナンザブラザーズ。 | 2013年7月17日                                    | PlayStation 3 PlayStation Portable (PlayStation Network)   | セガ                                    | セガ                            | ダウンロード （ゲームアーカイブス）                                                                                      | NPJD-00046                                                                     | PS2互換機能非搭載PS3/PSPで動くようにした アーカイブ版 |
| 15  | Sega Genesis Classics                                                     | 2018年5月29日 Switch 2018年12月7日 2018年12月6日 | Linux macOS PlayStation 4 Xbox One Nintendo Switch         | d3t セガ                                | セガ                            | ダウンロード (Steam、PlayStation Store、 Microsoft Store、 ニンテンドーeショップ) BD-ROM Nintendo Switch専用ゲームカード | PS4: CUSA-10828 CUSA-09771 XBO: INL-SE10663080 Switch: HAC-P-AQGKB HAC-P-AQGKA | メガドライブ版の移植                                  |
| 16  | ボナンザブラザーズ                                                        | 2020年12月17日                                   | アストロシティミニ                                         | 瑞起                                    | セガトイズ（発売） セガ（販売） | プリインストール |                                                                                | 本体に収録された 36タイトル(+おまけ1)の一つ           |
| 17  | ボナンザブラザーズ                                                        | INT 2022年10月27日                               | メガドライブ ミニ2 SEGA Genesis Mini 2                     | エムツー                                | セガ                            | プリインストール | HAA-2524 MK-16310                                                              | メガドライブ版の移植                                  |

メガドライブ版
- 一部のステージ（デパートおよび骨董屋）と練習&ボーナスステージのカット、メガドライブ版ステージ名の変更、雑魚敵の警察官の背丈がチビのみ（アーケード版はノッポ、標準、チビの3種類）、美術館のステージの背景の展示物がセガのゲームにちなんだものになっているなどの変更点がある。

セガ・マスターシステム版
- ヨーロッパおよび南アメリカの市場でのみ発売された。1人プレイ専用（キャラクターは選べる）。

X68000版
- ほぼアーケード版に準拠した移植で、セガ・システム24の24.830kHzの高解像度を512ドットのモードで忠実に再現している。

PCエンジン版
- 基本的にアーケード版に準拠した移植だが、序盤の練習ステージはカットされている。BGMは生演奏による豪華なジャズアレンジが施されており、CD-ROMの媒体を活かした内容となっている（各ステージの冒頭やエンディングの曲はアーケード版の音源に準拠）。

携帯アプリ版
- Yahoo!ケータイ（SoftBank）、CLUB AIR-EDGE（ウィルコム〈旧社名DDIポケット〉）の「SEGA AGES」内のコンテンツとして月額制で315円（税込）で配信。いずれも1人プレイ専用に仕様変更されている。

PlayStation 2版 『セガエイジス2500シリーズ Vol.6 イチニのタントアールとボナンザブラザーズ。』
- 『セガエイジス2500シリーズ Vol.6 イチニのタントアールとボナンザブラザーズ。』のタイトルでセガより発売。アーケードに準拠した移植の復刻版ではなく、グラフィックやサウンドをPlayStation 2用に新規に作り直したリメイク移植となる。キャラクターデザインが同系列である『タントアール』と『イチダントアール』の要素をミックスさせたリメイク版も同時収録。

ニンテンドーゲームキューブ、PlayStation 2版『ソニック ジェムズ コレクション』
- 『ソニック ジェムズ コレクション』にシークレットタイトルの隠し要素としてメガドライブ版を収録。

Wii（バーチャルコンソール）版
- Wiiのバーチャルコンソールのタイトルでメガドライブ版を配信。配信・販売終了のため現在は新規に購入できない。

アストロシティミニ版
- セガグループの1社であるセガトイズが、セガ製汎用アーケードゲーム用筐体「アストロシティ」をモチーフに発売した復刻系テレビゲーム機「アストロシティミニ」に収録。基本的にほぼオリジナルのまま収録だが、本体の機能として「どこでもセーブ」（ステートセーブ）などの便利な機能がいくつか使える。

## スタッフ
PCエンジン版
- チーフ・プログラマー：工藤正明
- プログラマー：さわいひろじ、橋本修至、うきたよう
- グラフィック：仲田賢一、坪倉健一、江口智広、BIRD、HAKASE、KART、NAOTO、STUDIO CRIPS
- 音楽：T'sミュージック、S.S
- サポート：にれざきれい、たけだまさみ
- スペシャル・サンクス：もりやかに、SISTER MIYUKI、おおなりひさこ
- ディレクター：かりせいや
- プロデューサー：多部田俊雄

## 評価
アーケード版
ゲーム誌『ゲーメスト』誌上で行われていた「第4回ゲーメスト大賞」（1990年度）においてベストアクション賞で7位を獲得、その他にベスト演出賞で10位、ベストグラフィック賞で3位、年間ヒットゲームで28位、ベストキャラクター賞では主人公のボナンザブラザーズが5位を獲得した。また、1991年に刊行されたゲーメストムック『ザ・ベストゲーム』内の「ビデオゲームフルリスト」の紹介文では、「CG調の絵と、ゲーム内容が妙に合っている不思議なゲーム」とグラフィックに関して肯定的なコメントで紹介されている。
メガドライブ版
ゲーム誌『ファミコン通信』の「クロスレビュー」では合計25点（満40点）、『メガドライブFAN』の読者投票による「ゲーム通信簿」での評価は以下の通りとなっており、20.89点（満30点）となっている。
| 項目 | キャラクタ | 音楽 | 操作性 | 熱中度 | お買得度 | オリジナリティ | 総合  |
| 得点 | 4.08       | 3.35 | 3.11   | 3.36   | 3.28     | 3.71           | 20.89 |
PCエンジン版
ゲーム誌『ファミコン通信』の「クロスレビュー」では、6・6・7・6の合計25点（満40点）、『月刊PCエンジン』では85・80・80・75・85の平均81点（満100点）、『マル勝PCエンジン』では8・7・8・6の合計29点（満40点）、『PC Engine FAN』の読者投票による「ゲーム通信簿」での評価は以下の通りとなっており、22.86点（満30点）となっている。また、この得点はPCエンジン全ソフトの中で98位（485本中、1993年時点）となっている。
| 項目 | キャラクタ | 音楽 | 操作性 | 熱中度 | お買得度 | オリジナリティ | 総合  |
| 得点 | 4.07       | 3.84 | 3.76   | 3.91   | 3.44     | 3.84           | 22.86 |